# Dragons de la Garde impériale
Die Dragons de la Garde impériale (dt.: Dragoner der kaiserlichen Garde) waren ein Regiment schwerer Kavallerie der Garde impériale des Ersten Kaiserreichs. Aufgestellt wurde die Truppe per kaiserlichem Dekret vom 15. April 1806. Das Regiment führte auch den Namen Dragons de l’Impératrice (Dragoner der Kaiserin) zu Ehren von Joséphine de Beauharnais, die die Regimentsinhaberin war. Das Regiment bildete zusammen mit den Grenadiers à cheval de la Garde impériale die schwere Kavalleriebrigade der kaiserlichen Garde.

## Reputation

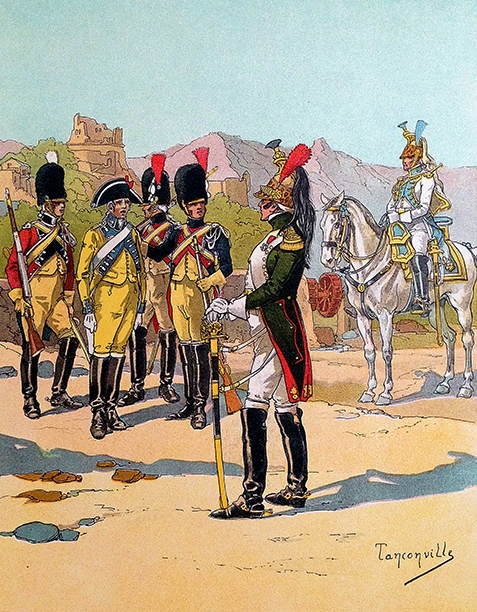
Reiter und Trompeter der Dragons de la Garde impériale und der Compagnie de gendarmes d’élite. Zeichnung von Henry Ganier-Tanconville, 1914.

Das Régiment des dragons de la Garde impériale, gebildet aus den besten Soldaten der Linienkavallerie, wurde von seinem Kommandanten, Général comte Philippe-Antoine d’Ornano, mit Lob bedacht:

„Les hommes sont très beaux, les chevaux bons, forts et bien entretenus. Les officiers, sous-officiers et soldats, animés d’un excellent esprit et d’une discipline parfaite, ont une apparence magnifique.“

„(Schön anzusehende Männer, gute Pferde, stark und gut gepflegt. Offiziere, Unteroffiziere und Soldaten verkörpern einen exzellenten Geist und eine perfekte Disziplin, sie haben ein herrliches Aussehen.)“

Am 13. Februar 1814 schrieb Napoléon an seinen Minister Savary:

„Die Dragoner haben sich mit einer in diesen Romanen vergleichbaren Wirksamkeit zur Zeit der Ritterschaft ausgezeichnet, wo es einem einzigen gerüsteten Reiter auf einem Streitross gelang, 300 oder 400 Gegnern Widerstand zu leisten. Der Feind schien durch ein einzigartiges Entsetzen geschlagen zu sein …“

In den militärischen Planungen des Jahres 1814 war ihnen eine entscheidende Rolle zugedacht. Sie hatten die in sie gesetzten Erwartungen voll und ganz erfüllt – so in der Schlacht bei Montmirail, der Schlacht bei Château-Thierry und im Gefecht bei Saint-Dizier.
Auch während der ersten Restauration war der napoléonische Korpsgeist unter den Soldaten und Offizieren sehr ausgeprägt. Louis-Michel Letort de Lorville wurde zwar vom König zum Lieutenant-général ernannt, behielt jedoch weiterhin seinen Posten als Major im nunmehrigen „Régiment des dragons de France“, was eigentlich einem Maréchal de camp zugestanden hätte. Die Soldaten hielten weiterhin das Andenken an den Kaiser in hohen Ehren. Sie gingen sogar so weit, den König öffentlich als „fettes Schwein“ zu bezeichnen, was ihnen die Feindschaft der königlichen Familie eintrug.
Nach der Rückkehr Napoléons von der Insel Elba wurde er von den Dragonern enthusiastisch begrüßt.

## Aufbau und Organisation

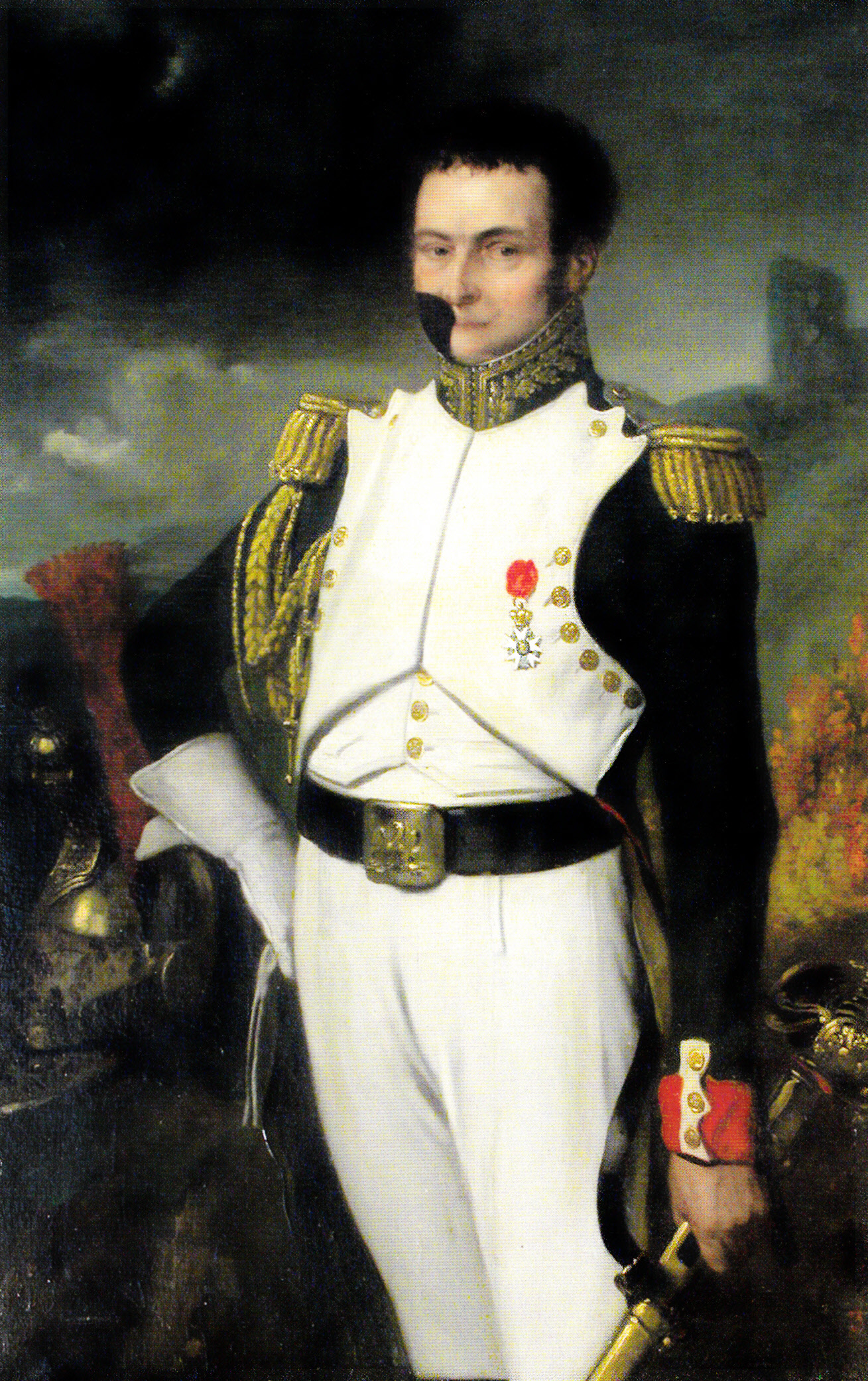
Major Pierre Alexis de Pinteville. Im November 1813 kommandierte er die beiden Escadrons der Jungen Garde in der Division Ornano.

Die Organisation der Truppe blieb bis 1811 unverändert, als Napoléon entschied, keine Veliten für die Grenadiers à pied de la Garde impériale, Dragoner und Chasseurs à cheval de la Garde impériale mehr aufzurufen. Die Escadron der Vélites-dragons wurde zum 1. Januar 1812 aufgelöst und das Personal auf die Escadrons der Alten Garde oder die Regimenter der Linienkavallerie verteilt.
Das stark dezimierte Regiment wurde im Januar 1813 bevorzugt wieder aufgefüllt. Es wurden sechs Escadrons mit einer Gesamtstärke von 91 Offizieren und 1537 Reitern gebildet. Vier davon wurden der Alten Garde und zwei der Jungen Garde zugeteilt. Dabei wurde die 6. Escadron als Seconds dragons bezeichnet.
Im November 1813 hatte die Gardekavallerie, einschließlich der Gardes d’honneur, eine Gesamtstärke von 7958 Reitern und wurde von Général Étienne Marie Antoine Champion de Nansouty kommandiert.
Letort und seine 473 Dragoner der Alten Garde waren der 3. Garde-Kavalleriedivision von Général Frédéric Henri Walther, die beiden Escadrons in der Jungen Garde unter Major Pinteville der 1. Division von Comte d’Ornano zugewiesen.
Zu Beginn des Feldzuges in Frankreich Ende Januar 1814 gehörten die sechs Escadrons zur 2. Garde-Kavalleriedivision unter dem Kommando von Maréchal d’Empire Édouard Mortier. Gleichzeitig war ein 460 Reiter starkes Détachement nach Paris abgestellt. Es gehörte zur Garde-Kavallerieabteilung, die von Général Charles Lefebvre-Desnouettes kommandiert wurde und zum Korps von Maréchal Michel Ney abgestellt war.
Während der Schlacht bei Montmirail am 11. Februar 1814 bestand die Gardekavallerie aus drei Divisionen unter Général Nansouty. Zur 2. Division von Levesque de Laferrière waren die beiden Escadrons der Jungen Garde mit insgesamt 260 Reitern unter Général Letort abgestellt. Zur 3. Division gehörten die vier Escadrons der Alten Garde mit insgesamt 406 Reitern in der Brigade Dautancourt. Einige Tage später wurde das Regiment in der 2. Division wieder zusammengeführt. Am 15. März 1814 bildeten die 500 Gardedragoner zusammen mit dem 2e régiment des éclaireurs de la Garde impériale eine Brigade in der Division Exelmans. Am Abend des ersten Tages der Schlacht bei Arcis-sur-Aube vereinigten sich die restlichen 260 Gardedragoner mit der Marschkolonne von Général Lefebvre-Desnouettes.

### Herrschaft der Hundert Tage bis zur Auflösung

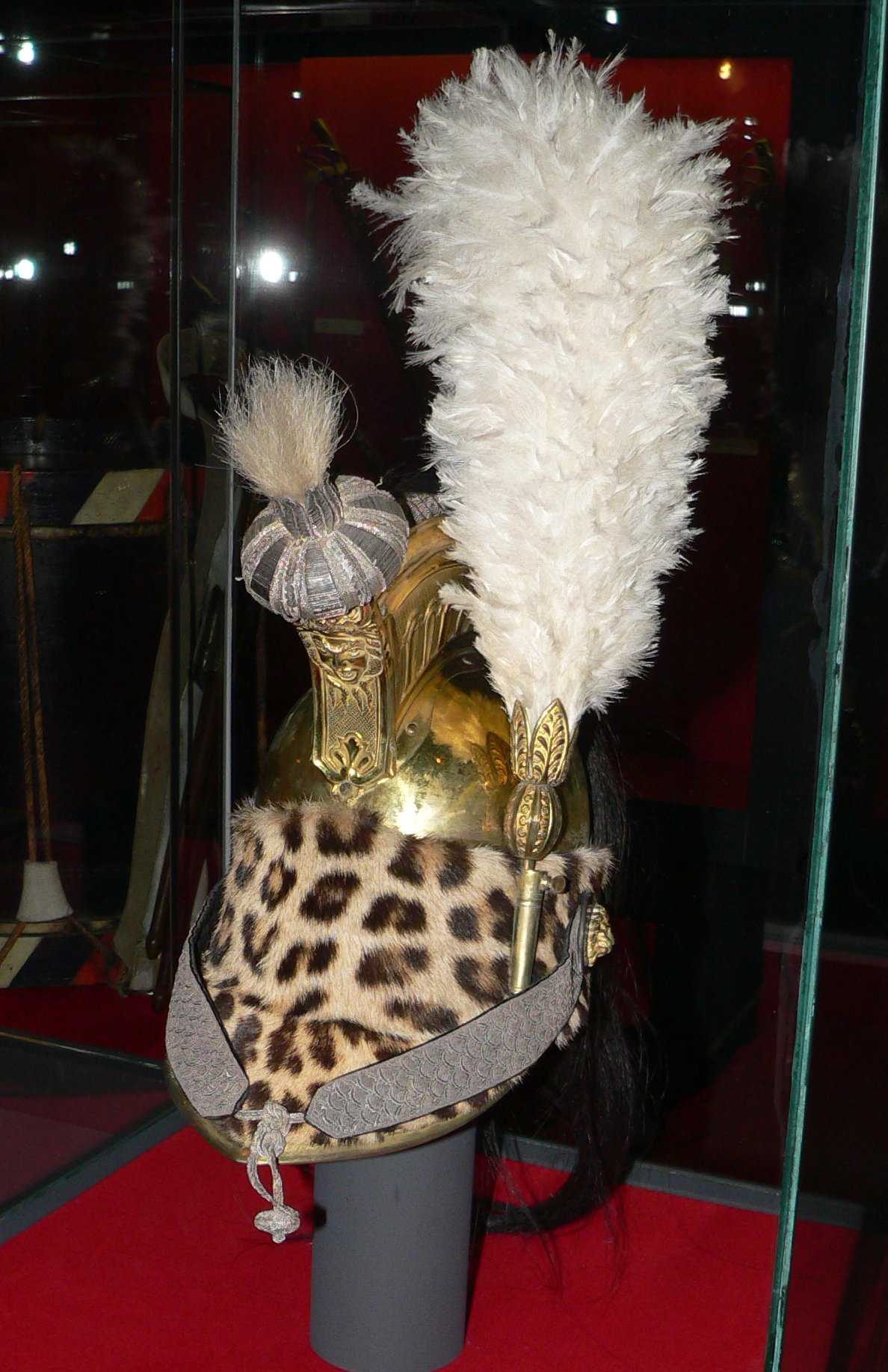
Helm eines Offiziers des königlich französischen Dragonerkorps

Während der Ersten Restauration wurde das Regiment im Dienst gehalten und in Corps royal des dragons de France umbenannt. Es bestand aus vier Escadrons und war in Tours stationiert. Nach der Rückkehr von Napoléon während der Herrschaft der Hundert Tage wurde das Regiment wieder in die kaiserliche Garde der Armee der Hundert Tage eingegliedert. Die Stärke wurde auf 50 Offiziere, 779 Reiter und 969 Pferde (davon 227 Reservepferde für die Offiziere) festgesetzt.
Die Dragons de la Garde impériale wurden nach der endgültigen Abdankung Napoléons am 16. Dezember 1815 aufgelöst. Die Regimentsinhaberin Joséphine de Beauharnais starb am 29. Mai 1814 im Schloss Malmaison. Bis zum Tod des letzten der Gardedragoner wurde alljährlich der 29. Mai als Gedenktag begangen.

## Einsätze

### Feldzug in Preußen und in Polen

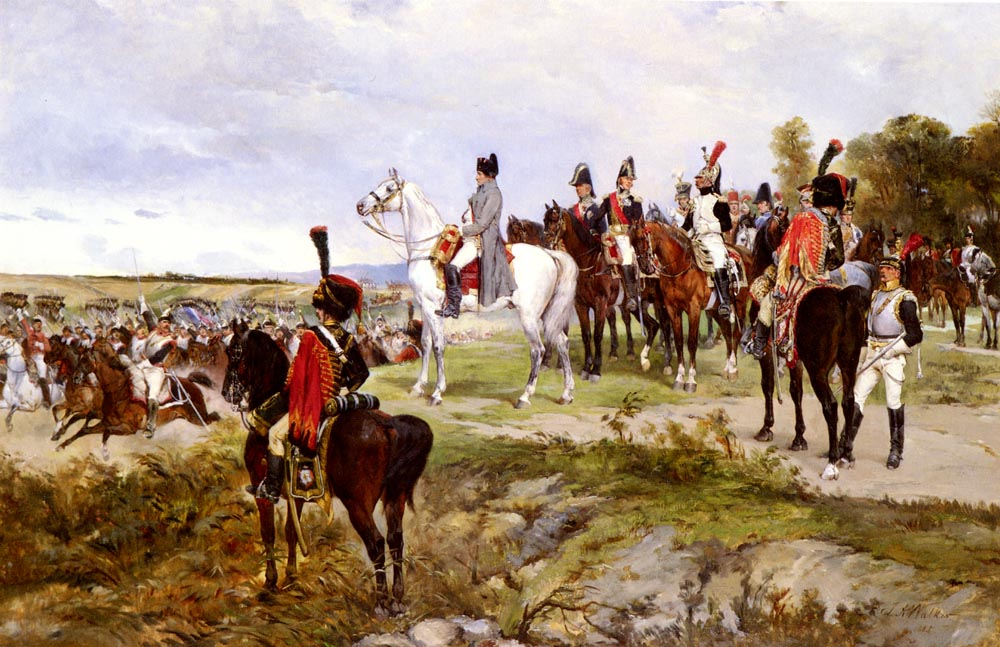
Napoléon in der Schlacht bei Friedland. Gemälde von James Alexander Walker.

Trotz einiger noch nicht überwundener Schwierigkeiten in der Organisation verließen 1806 zwei Escadrons unter dem Chef d’escadron Jolivet Paris und stießen zur Grande Armée, um am Feldzug gegen Preußen und Polen teilzunehmen. Beim Einzug von Napoléon in Berlin am 27. Oktober paradierten sie an der Spitze der Gardekavallerie. Einige Monate später waren die Gardedragoner durch ein Kontingent von 200 Reitern verstärkt worden und wurden mit der Aufrechterhaltung der Sicherheit rund um Berlin beauftragt. Hierbei kam es mehrmals zu Schusswechseln mit preußischen Partisanen. Geführt wurden sie von dem Colonel-major und späteren Général Louis-Michel Letort de Lorville.
Die Preußen waren geschlagen, nicht aber die Russen. Nach dem blutigen Sieg in der Schlacht bei Eylau mit 30.000 französischen Verlusten konnte Napoléon auch diese in der Schlacht bei Friedland entscheidend besiegen. Die Gardedragoner hatten während dieser Schlacht den linken Flügel der Gardekavallerie gebildet, ohne jedoch an den Kämpfen teilzunehmen.

### Auf der Iberischen Halbinsel

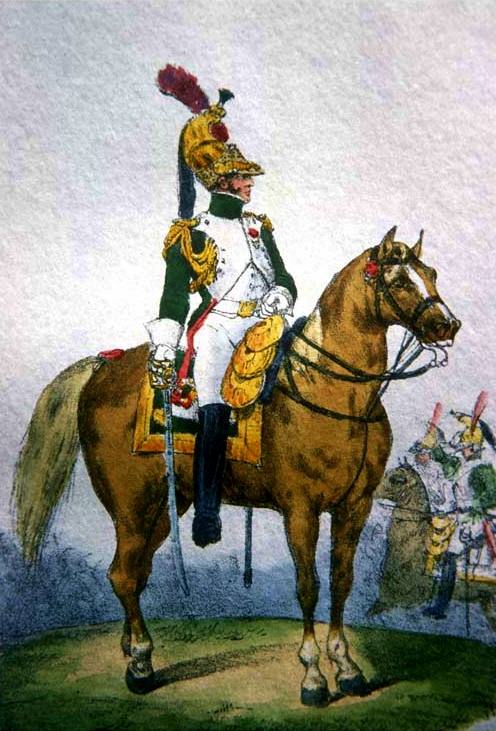
Offizier der Dragons de la Garde impériale, von Carle Vernet

Im Jahre 1808 erklärte Frankreich Spanien den Krieg. Nach den Niederlagen in der Schlacht bei Bailén und der Schlacht bei Vimeiro sah sich Napoléon gezwungen, persönlich einzugreifen, um die Lage zu bereinigen. Er bot daher seine besten Truppen auf, zu denen auch Teile der kaiserlichen Garde mit den Gardedragonern gehörten. Der Feldzug entwickelte sich schnell, am 14. Juli 1808 wurden die Dragoner mit dem Armeekorps von Maréchal Jean-Baptiste Bessières in der Schlacht bei Medina de Rioseco eingesetzt. Als die Tirailleurs der Division Mouton von spanischen Carabiniers zurückgeworfen wurden, setzte sich der Général Lasalle an die Spitze der Gardekavallerie und bereinigte die Situation.
Im weiteren Verlauf der Operationen verfolgten die Gardedragoner die Engländer, die sich auf A Coruña zurückzogen. Bei Mayorga und bei León fanden Gefechte statt. Ende Dezember 1808 kamen die Dragoner an den Fluss Esla, den die Engländer zu überqueren trachteten.
Die Dragoner setzten daraufhin ebenfalls über den Fluss, aber trotz aller französischen Anstrengungen konnten die Engländer auf ihre Schiffe entkommen. Im Januar 1809 kehrte der größte Teil des Regiments nach Frankreich zurück. Lediglich ein Détachement verblieb in der Kaserne von Valladolid, um von hier aus Guerillas zu bekämpfen.
Währenddessen hatte Napoléon mit Schwierigkeiten zu kämpfen, die der Feldzug in Deutschland und Österreich mit sich brachte. Er sah sich gezwungen, die Armée d’Espagne (Spanienarmee) umzustrukturieren, was auch dazu führte, dass schließlich alle Gardedragoner Spanien verlassen hatten. Im November wurden zwei Escadrons wieder nach Spanien verlegt, wo sie von den Spaniern den Namen cabezas de oro (Goldköpfe), später caballeros de oro (Goldene Reiter) erhielten.
Im Jahre 1810 waren die Gardedragoner während der Napoleonischen Kriege auf der Iberischen Halbinsel der „Armée du Nord“ in der Garde-Kavalleriedivision unter Général Louis Lepic zugeteilt. Der Personalbestand betrug 16 Offiziere und 305 Reiter, von denen 110 als Vélites noch völlig ohne Kampferfahrung waren. Bis zum Jahresende war der Bestand auf 298 und bis zum Juli 1811 auf 287 Reiter geschrumpft. Zwischenzeitlich hatte die Schlacht bei Fuentes de Oñoro stattgefunden. Am 5. Mai hatte der Maréchal Masséna die Armée du Nord um Unterstützung gebeten. Bessières schickte daraufhin die 800 Grenadiers à cheval und Dragons de la Garde impériale unter dem Befehl von Lepic zu Hilfe. Als die französische Infanterie in Bedrängnis kam, befahl Masséna Lepic anzugreifen, um die Situation zu bereinigen. Die Ordonnanz meldete jedoch an Maréchal Masséna, dass der Général Lepic sich weigere, da er nur Befehle von seinem direkten Vorgesetzten, Maréchal Bessières, entgegennehme.

„Le général Lepic m’a déclaré qu’il ne reconnaissait ici que le duc d’Istrie [Bessières], et qu’il ne tirerait pas le sabre du fourreau sans son ordre.“

„(Der Général Lepic hat mir erklärt, dass er vom Herzog von Istrien (Bessières) nichts gehört habe und dass er ohne dessen Befehl den Säbel nicht aus der Scheide ziehe.)“

Dadurch konnte Wellington mit seiner Truppe letztendlich das Dorf und den Sieg für sich behaupten.

### Schlacht bei Wagram

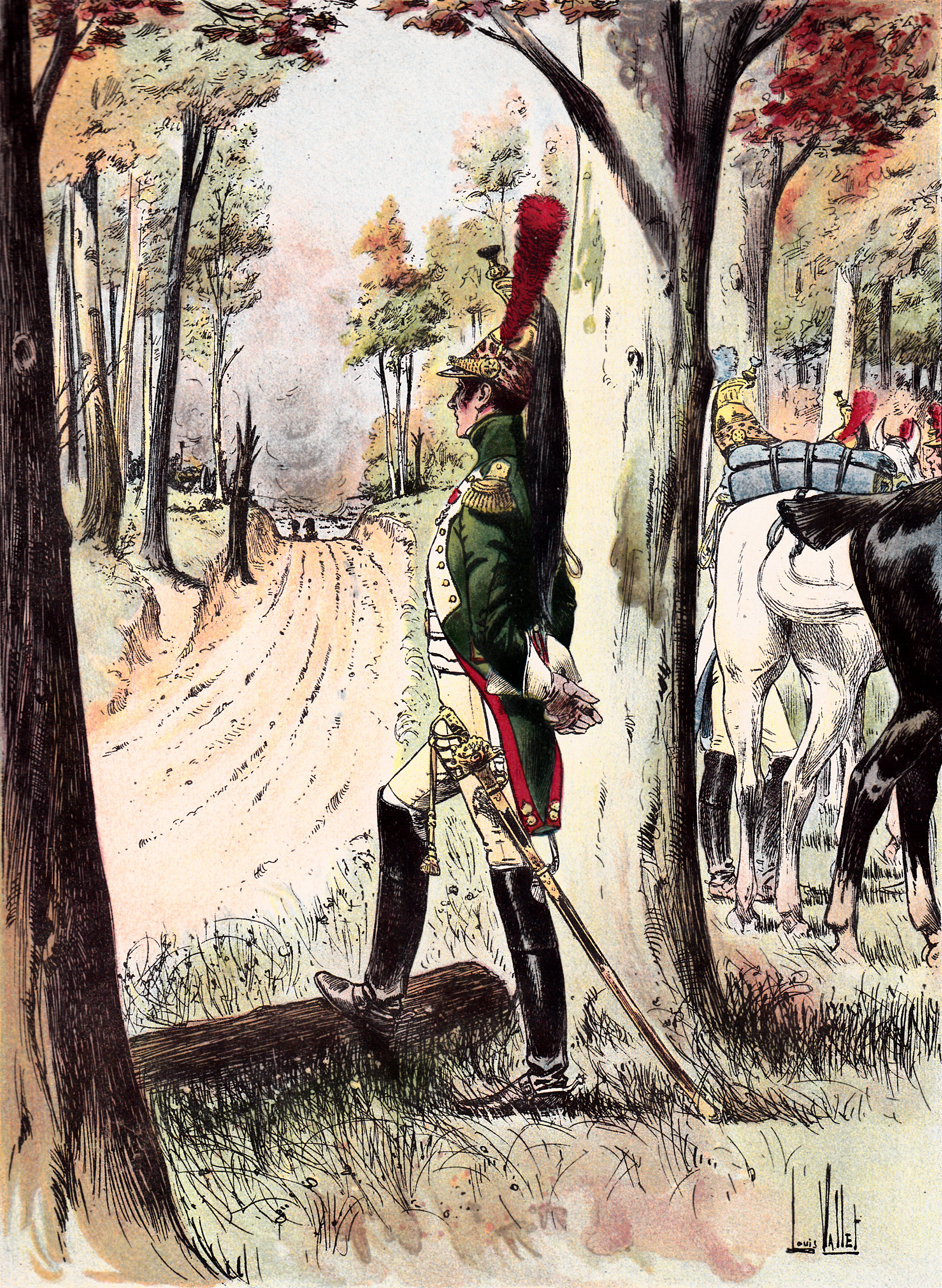
Höherer Offizier der Dragons de la Garde impériale, von Louis Vallet

Bei Beginn des Feldzuges in Deutschland war lediglich ein Teil des Regiments zur Grande Armée abgestellt. Der österreichische Widerstand in der Schlacht bei Aspern und die damit verbundenen hohen französischen Verluste in dieser Niederlage zwangen Napoléon dazu, seine Truppen zu verstärken. Das Détachement der Gardedragoner in Spanien wurde mit der Truppe bei der Grande Armée vereinigt. Dann kämpften die Dragons de l’Impératrice am 5. und 6. Juli 1809 in der Schlacht bei Wagram, wo sie der Garde-Kavalleriedivision unter Général Walther zugeteilt waren.
Am zweiten Kampftag entschied Napoléon, das österreichische Zentrum verstärkt anzugreifen. Er gab Général Macdonald den Befehl, mit seinem starken Infanteriekorps in die rechte Flanke des Feindes zu marschieren. Die Gardekavallerie stand zur Unterstützung bereit. Im Laufe des Gefechts ersuchte Macdonald Walther um den Einsatz der Kavallerie. Dieser jedoch, ohne Befehle von Napoléon oder Bessières, weigerte sich, und so blieb die Kavallerie an Ort und Stelle.

### Russlandfeldzug

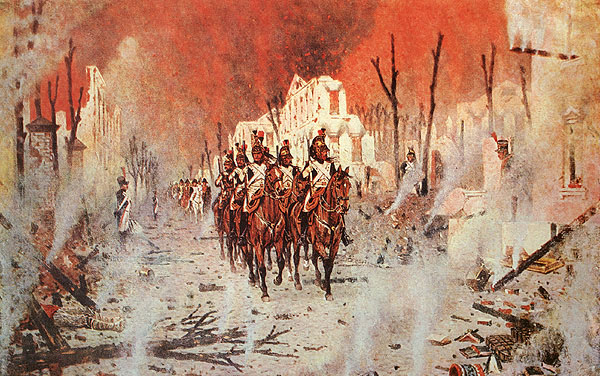
Retour du palais de Petrovsky, von Vassili Verechtchaguine. Ein Piquet der Dragons de la Garde impériale eskortiert den Kaiser durch die Ruinen von Moskau.

In den Juni 1812 fiel der Beginn des Russlandfeldzuges. Die kaiserliche Garde bildete das Gerüst der Grande Armée. Am 14. September erreichten die französischen Kräfte Moskau. Die Gardedragoner hatten bis dahin keinen Kampfeinsatz gehabt, die Verluste waren dennoch beträchtlich. Vom 1. Juni bis zum 5. September verlor das Regiment 417 Reiter, was 34 % des Gesamtbestandes ausmachte.
Am 25. September 1812 führte der Major Louis-Ignace Marthod mit einer Escadron einen Erkundungsritt im Umkreis von Moskau durch. Bei der Ortschaft Bourzowo trafen sie auf eine Gruppe Kosaken, die sie in die Flucht schlagen konnten. Es traf dann jedoch russische Verstärkung ein, und bald waren die Gardedragoner eingekreist. Sie konnten sich eine Gasse freikämpfen, der Kommandant und etwa 20 Dragoner gerieten jedoch verwundet in Gefangenschaft.
Am 23. Oktober 1812 verließen die Franzosen Moskau wieder. Am 25. Oktober, nach der Schlacht bei Malojaroslawez, schlug Napoléon, begleitet von einigen Offizieren, den Rückweg nach Kaluga ein, wobei sich die Gruppe von der Garde entfernt hatte. Als plötzlich Kosaken angriffen, konnten diese jedoch von den herbeieilenden Gardedragonern unter Letort vertrieben werden.
Der preußische General Ferdinand von Grabowski schrieb:

„Die Gardedragoner, ohne Pferde, schritten uns in ihren weißen Mänteln voran und erschienen uns im Schatten wie viele Gespenster. Sie schleppten sich, niedergedrückt durch Müdigkeit, mühevoll fort, aber sie zeigten trotzdem eine musterhafte Ausdauer.“

In der Schlacht an der Beresina gerieten 91 Gardedragoner in russische Gefangenschaft.

### Feldzug in Deutschland

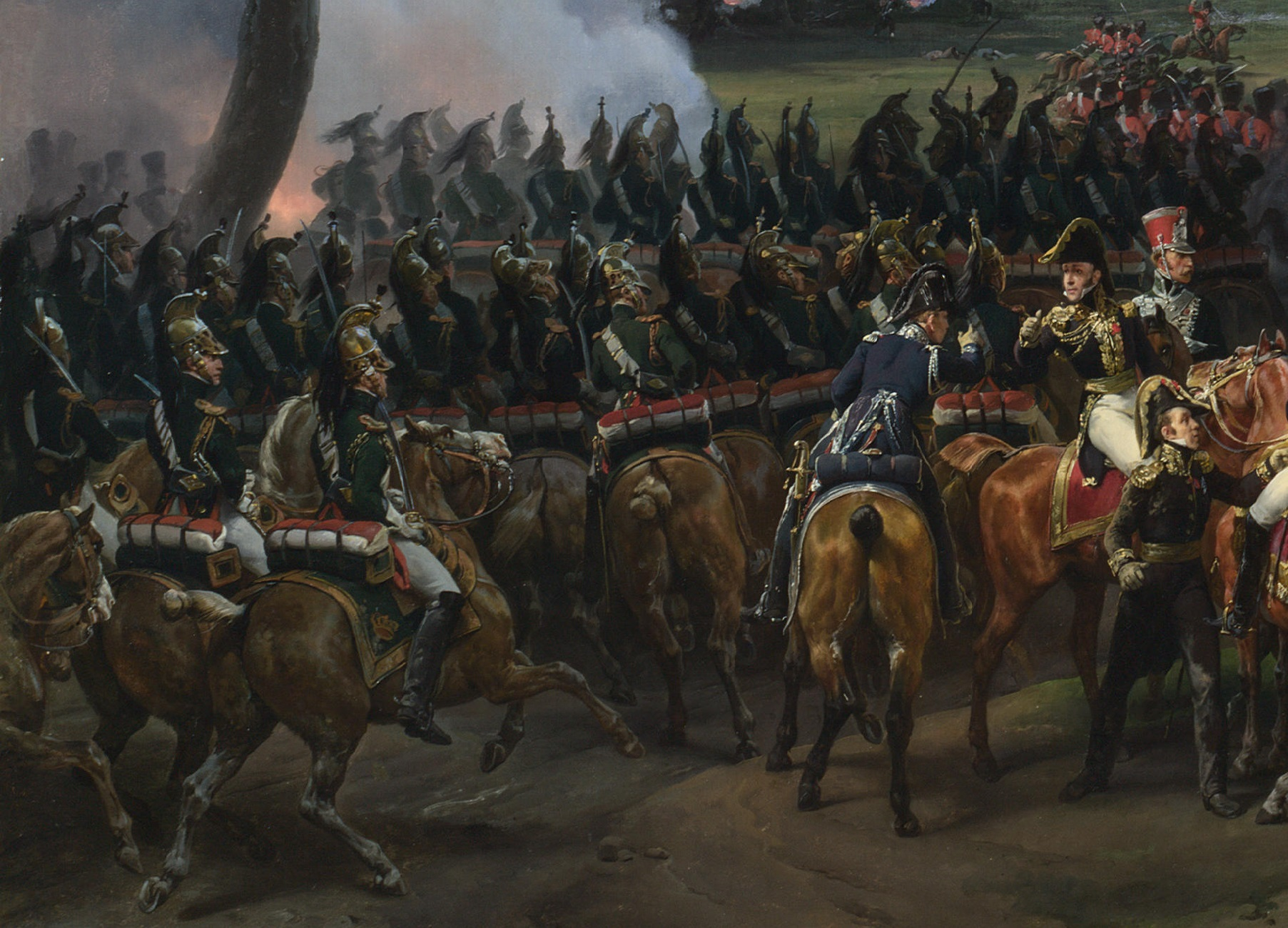
Die Dragoner der Garde in der Schlacht bei Hanau. Ölgemälde La Bataille de Hanau von Horace Vernet, 1824.

Während der ersten Phase des Feldzuges in Deutschland 1813 kämpften die Gardedragoner in der Schlacht bei Lützen, in der Schlacht bei Bautzen und in der Schlacht bei Dresden. Am 17. September wurde der Major Pinteville von einem Granatsplitter im Gesicht verwundet.
Während der Völkerschlacht bei Leipzig griff am 16. Oktober um 15:00 Uhr der Général de brigade Letort mit dem Regiment auf der Höhe von Dösen drei abgeschnittene Escadrons österreichischer Kürassiere an und nahm eine große Anzahl von ihnen gefangen. Angriff folgte Gegenangriff. Napoléon befahl Letort, mit einer 800 Reiter starken Truppe der Alten Garde – Dragoner, Ulanen, Jäger zu Pferde und Grenadiere zu Pferde – die Infanterie von Oudinot zu unterstützen, die mittlerweile Karrees zur Abwehr gebildet hatte. Die Reiter bildeten zwei Kolonnen und schoben sich zwischen zwei Karrees, wo sie sich mit einer Breite von 50 Pferden entwickelten. Ein Angriff österreichischer Kürassiere konnte so zurückgeschlagen und die Situation bereinigt werden.
Ab dem 19. Oktober sah sich Napoléon gezwungen, wegen der Überlegenheit der Alliierten den Rückmarsch nach Frankreich anzutreten. Der bayerische General Carl Philipp von Wrede stellte sich den Franzosen am 30. Oktober in der Schlacht bei Hanau in den Weg. Die französische Gardekavallerie, kommandiert von Étienne Marie Antoine Champion de Nansouty, wurde neben der Artillerie von Général Drouot postiert.
Die Gardekavallerie schlug den ersten Angriff der bayerischen Reiter bis auf die weiter hinten stehenden Kosaken zurück – gerade noch rechtzeitig, bevor die französische Artilleriestellung überrannt worden wäre. Der Sieg kostete die Dragoner, die an allen Attacken teilgenommen hatten, einen hohen Preis: zehn Offiziere waren gefallen oder verwundet. Der Chef d’escadron Testot-Ferry war von 22 Säbelhieben verwundet, dem Général Letort wurde das Pferd unter ihm erschossen.

### Feldzug in Frankreich

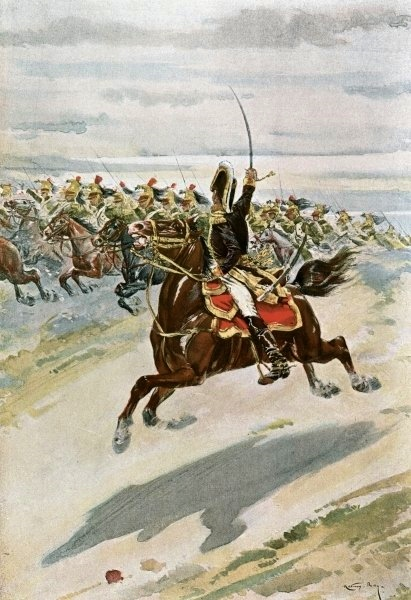
Général Letort und die Dragons de la Garde impériale im Angriff. Gemälde von Marius Roy.

Im Jahre 1814 war Napoléon von den Alliierten gezwungen worden, Deutschland zu verlassen, der Krieg verlagerte sich damit auf französisches Territorium. Aus diesem Grunde verstärkte der Kaiser seine Truppen, indem er die Veteranen der Armée d’Espagne aus dem Spanischen Unabhängigkeitskrieg aufrief und eine Anzahl neuer Regimenter errichtete. Den Gardedragonern wurde das 2e régiment des éclaireurs de la Garde impériale zugewiesen, das fortan die Bezeichnung Éclaireurs-dragons führte. Zwischenzeitlich hatten die Alliierten die französische Grenze überschritten, und Napoléon entschied sich, diesen mit seiner Streitmacht entgegenzutreten. Die Gardedragoner waren allerdings in dieser ersten Phase des Frankreichfeldzuges nicht eingesetzt worden. Erst in der Schlacht bei Champaubert griff ein Détachement unter dem Capitaine Leblanc ein russisches Karree an. Am nächsten Tag fand die Schlacht bei Montmirail statt. Auf dem Höhepunkt der Schlacht am Nachmittag erreichten die Truppen von Maréchal Mortier das Schlachtfeld, was Napoléon veranlasste, die Gardekavallerie gegen die Russen einzusetzen, eine Aufgabe, die den Gardedragonern zufiel, an deren Seite die Mamelouks de la Garde impériale kämpften. Der Angriff überraschte die Infanteristen des Generals von der Osten-Sacken, die sich in Panik in die umliegenden Wälder flüchteten. Am Ende des Tages hatten die Dragoner sechs Gefallene und eine Anzahl an Verwundeten zu beklagen. Sie griffen dann noch drei Infanteriekarrees der Russen bei Viels-Maisons an und zerschlugen diese.
Napoléon schrieb:

„… ma garde à pied, mes dragons, mes grenadiers à cheval ont fait des miracles …“

„(… meine Garde zu Fuß, meine Dragoner, meine Grenadiere zu Pferde haben ein Wunder vollbracht …)“

Der Chef d’escadron de Saint-Léger wurde zum Chevalier des Ordre de la Réunion ernannt, und Letort de Lorville wurde noch am gleichen Tag auf dem Schlachtfeld zum Général de division befördert.

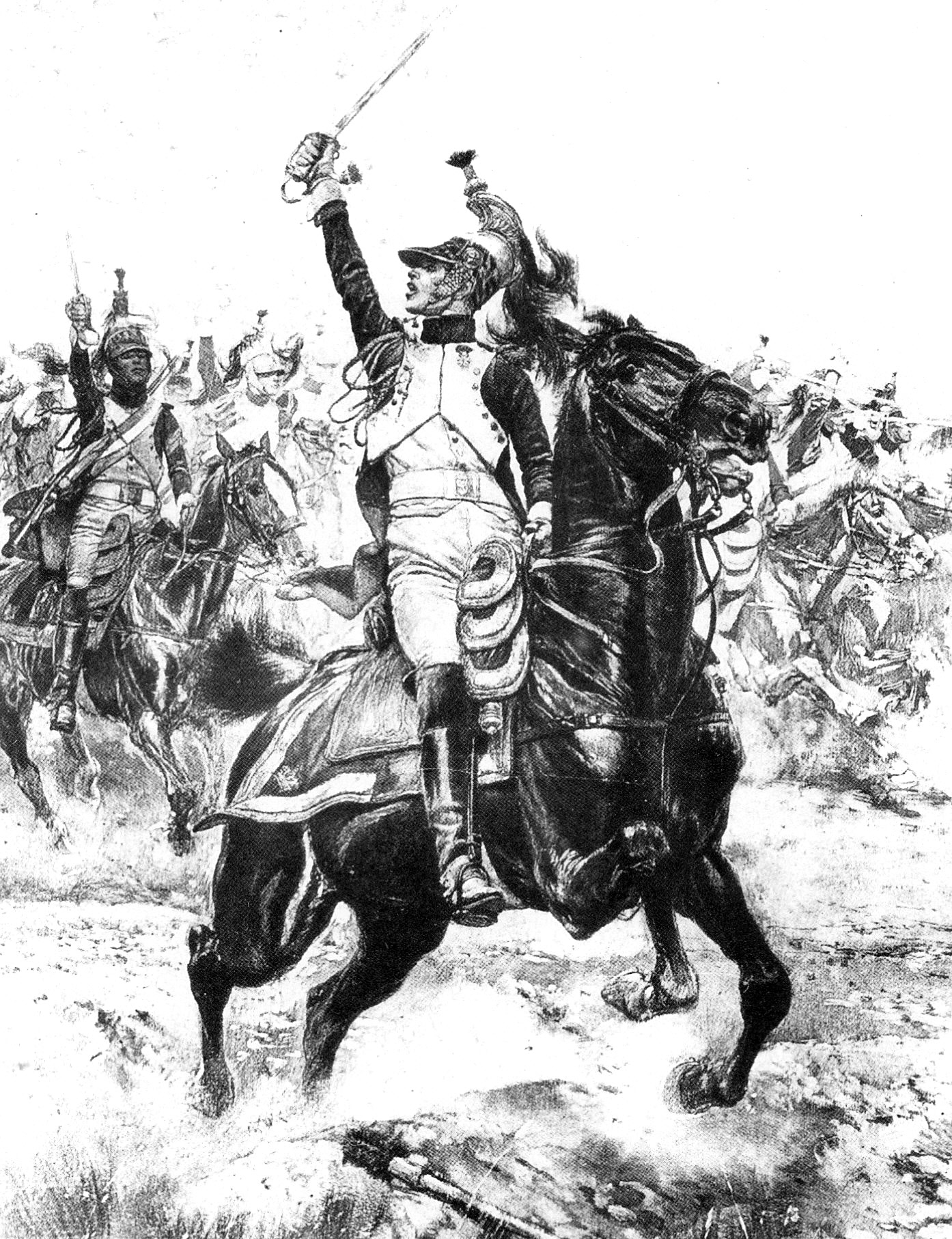
Attacke der „Dragons de l’Impératrice“ bei Saint-Dizier, 26. März 1814. Gemälde von Édouard Detaille.

In der Schlacht bei Château-Thierry attackierten die Dragoner zwei russische Infanterieregimenter und trieben diese auseinander. Am 18. Februar wurde die württembergische Infanterie in der Schlacht bei Montereau von der französischen Kavallerie geschlagen. Eingesetzt war dabei auch eine Escadron der Gardedragoner. Die Dragoner waren dann in der Schlacht bei Craonne und am 20. März 1814 in der Schlacht bei Arcis-sur-Aube eingesetzt, in der sie eine Attacke österreichischer Husaren zurückschlugen.
Die Gardekavallerie wurde dann beauftragt, die Truppe des russischen Generals Ferdinand von Wintzingerode zu verfolgen, der darauf im Gefecht bei Saint-Dizier geschlagen wurde.
Am 30. März standen die Alliierten vor Paris. Zu diesem Zeitpunkt befanden sich noch einige Dragoner in der Kavalleriebrigade von Général Dautancourt, die in der Schlacht bei Paris noch einige Angriffe durchführte. Alle Mühe war jedoch vergeblich, am 31. März 1814 zogen die verbündeten Truppen in die Stadt ein.

### Feldzug in Belgien

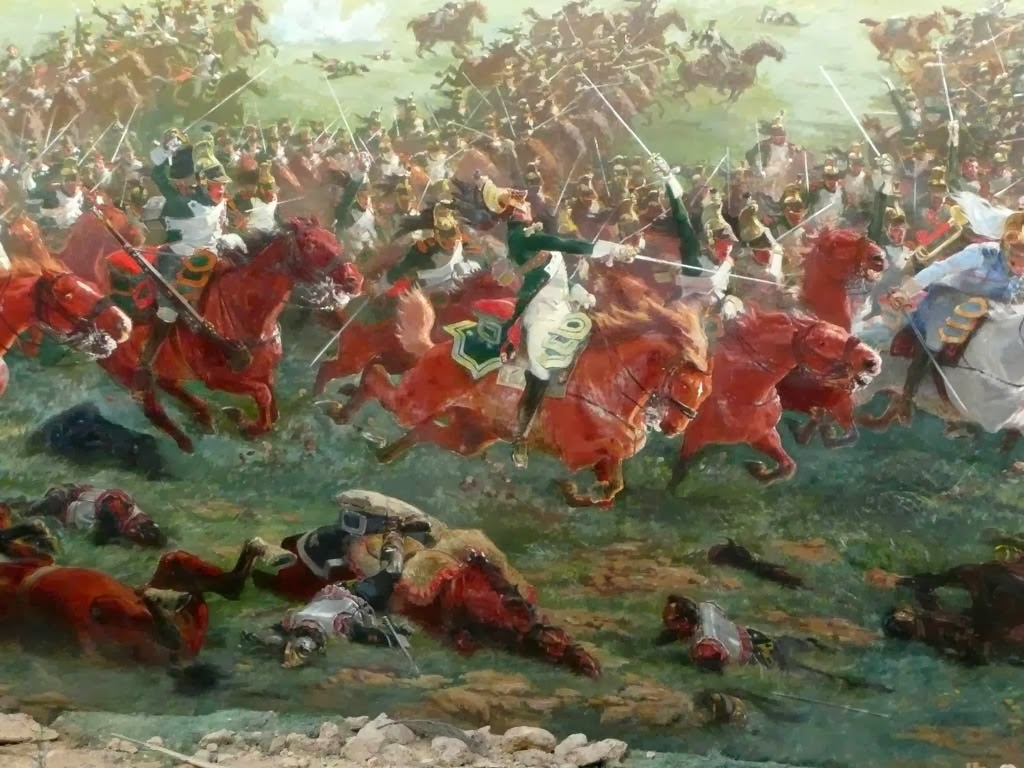
Attacke der Dragons de l’Impératrice am Mont-Saint-Jean in der Schlacht bei Waterloo (Louis-Jules Dumoulin, Panorama de Waterloo, 1912)

Nach der kurzen Episode der Ersten Restauration, in der das Regiment die Bezeichnung Corps royal des dragons de France führte, wurde es nach der Rückkehr Napoléons und des Beginns der Herrschaft der Hundert Tage mit seinem alten Namen wieder in die kaiserliche Garde eingegliedert. Der Général d’Ornano, nach einem Duell noch nicht von einer dabei erlittenen Verwundung genesen, wurde zweiter Kommandant, Général Letort de Lorville übernahm beim Beginn des Feldzuges nach Belgien das Kommando. Am 1. Juni 1815 war das Regiment der 2. Division der Gardekavallerie unter Général Guyot zugeteilt. Es bestand aus 63 Offizieren und 910 Reitern.
Im Gefecht bei Gilly am 15. Juni wurde Letort mit vier Escadrons der Gardekavallerie gegen die preußische Vorhut geschickt und konnte diese zum Rückzug zwingen. Dabei wurde er von einer Gewehrkugel in den Unterleib getroffen und verstarb am nächsten Tag. In der Schlacht bei Ligny ritten die Gardedragoner, zusammen mit den Grenadiers à cheval und den Kürassieren von Jacques-Antoine-Adrien Delort, den letzten Angriff gegen die preußischen Linien. Dabei wurde der Capitaine Tiercé getötet.
Am 18. Juni fand mit der Schlacht bei Waterloo der letzte Akt des Feldzuges statt. Das Regiment der Gardedragoner unter dem Kommando von Major Laurent Hoffmayer wurde gegen die britischen Infanteriekarrees am Mont-Saint-Jean eingesetzt. Nach drei vergeblichen Attacken waren die Verluste erheblich. Der Capitaine Hérissant und zwei Lieutenants waren gefallen, der Chef d’escadron François, der Capitaine Leblanc und fünf Lieutenants waren verwundet. Am 1. Juli 1815 bestand das Regiment nur noch aus 24 Offizieren und 275 Reitern. Es hatte Gesamtverluste von 39 Offizieren und 597 Reitern an Gefallenen, Verwundeten, Gefangenen und Deserteuren zu verzeichnen.

## Kommandanten

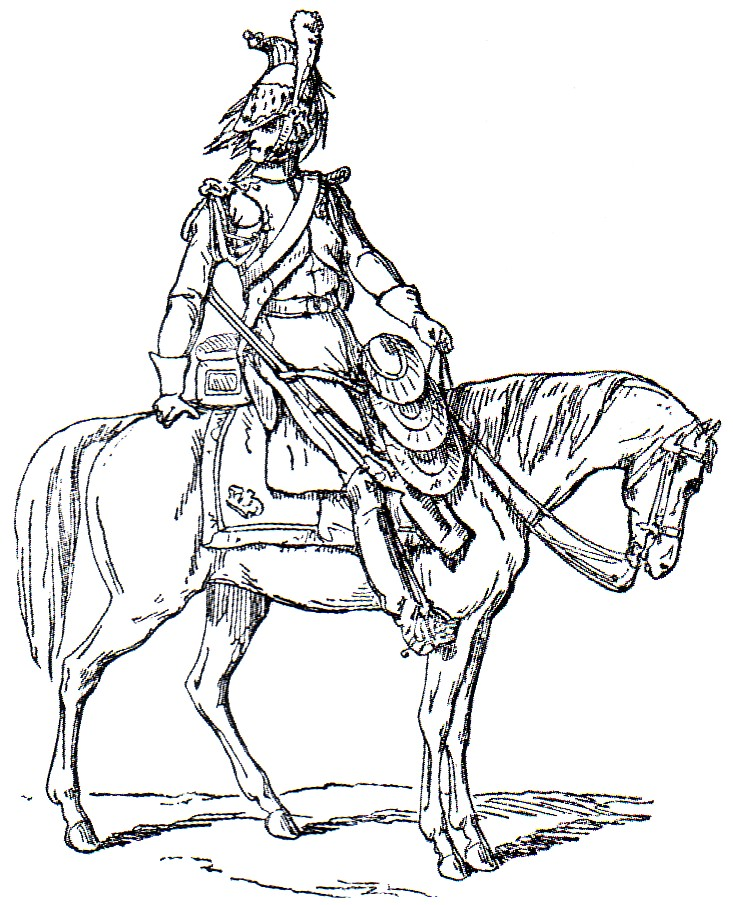
Dragon der Garde impériale (Adolphe de Chesnel, 1861)

Bei der Aufstellung des Regiments wurde Colonel Jean-Thomas Arrighi de Casanova, ein Cousin von Napoléon, erster Kommandant. Vom 13. September 1806 bis zum 8. Oktober 1809 bekleideten Edmé Nicolas Fiteau und Louis-Michel Letort de Lorville die Posten des Colonel-major und des Majors.
1809, nach der Schlacht bei Aspern, verließen Arrighi und Fiteau das Regiment, um das 3e régiment de cuirassiers und das 2e régiment de cuirassiers zu übernehmen. Anschließend übernahm der Général Raymond Gaspard de Bonardi, comte de Saint-Sulpice, das Regiment. Letort de Lorville wurde Colonel-major, und Louis-Ignace Marthod wurde Major.
Während des Russlandfeldzuges fiel Marthod schwer verwundet in russische Gefangenschaft, in der er am 5. Oktober 1812 verstarb.
Der Général Philippe-Antoine d’Ornano blieb in der Schlacht bei Krasnoje zunächst auf dem Schlachtfeld liegen, da man ihn für tot hielt, wurde aber dann doch noch gerettet und wurde am 21. Januar 1813 nach einer plötzlichen Erkrankung von Général Bonardi dessen Nachfolger. Am 3. Februar 1813 wurde Pierre Alexis de Pinteville und am 6. Oktober des gleichen Jahres Louis-Claude Chouard zum Major ernannt.
Während der Restauration behielt d’Ornano den Posten als Kommandant des „Corps royal des dragons de France“. Am 1. Dezember 1814, nach der Auflösung des 2e régiment des éclaireurs de la Garde impériale, wurde dessen Kommandant, der Colonel Laurent Hoffmayer, zum Major bestimmt.
Nach der Rückkehr Napoléons von der Insel Elba blieb d’Ornano weiterhin Colonel, Letort de Lorville Colonel-major und Hoffmayer Major. Nachdem sich d’Ornano mit dem Général Bonet duelliert hatte und dabei schwer verwundet worden war, konnte er das Regimentskommando während des Feldzuges nach Belgien nicht übernehmen. Das Regiment wurde daher zunächst vom Colonel-major Letort de Lorville geführt, bis dieser nach der Schlacht bei Ligny ebenfalls ausfiel. Letzter Kommandant war somit der Major Hoffmayer.

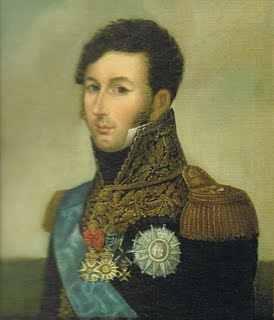
Jean-Thomas Arrighi de Casanova
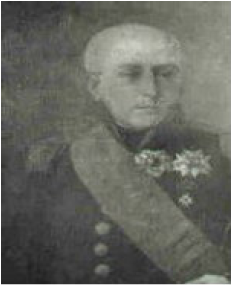
Raymond Gaspard de Bonardi, comte de Saint-Sulpice
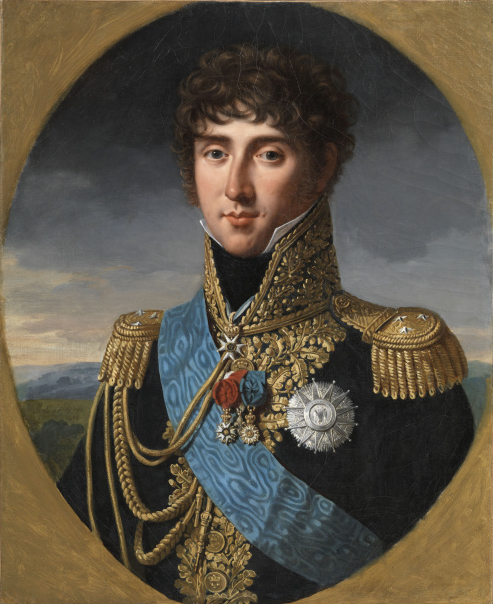
Philippe-Antoine d’Ornano
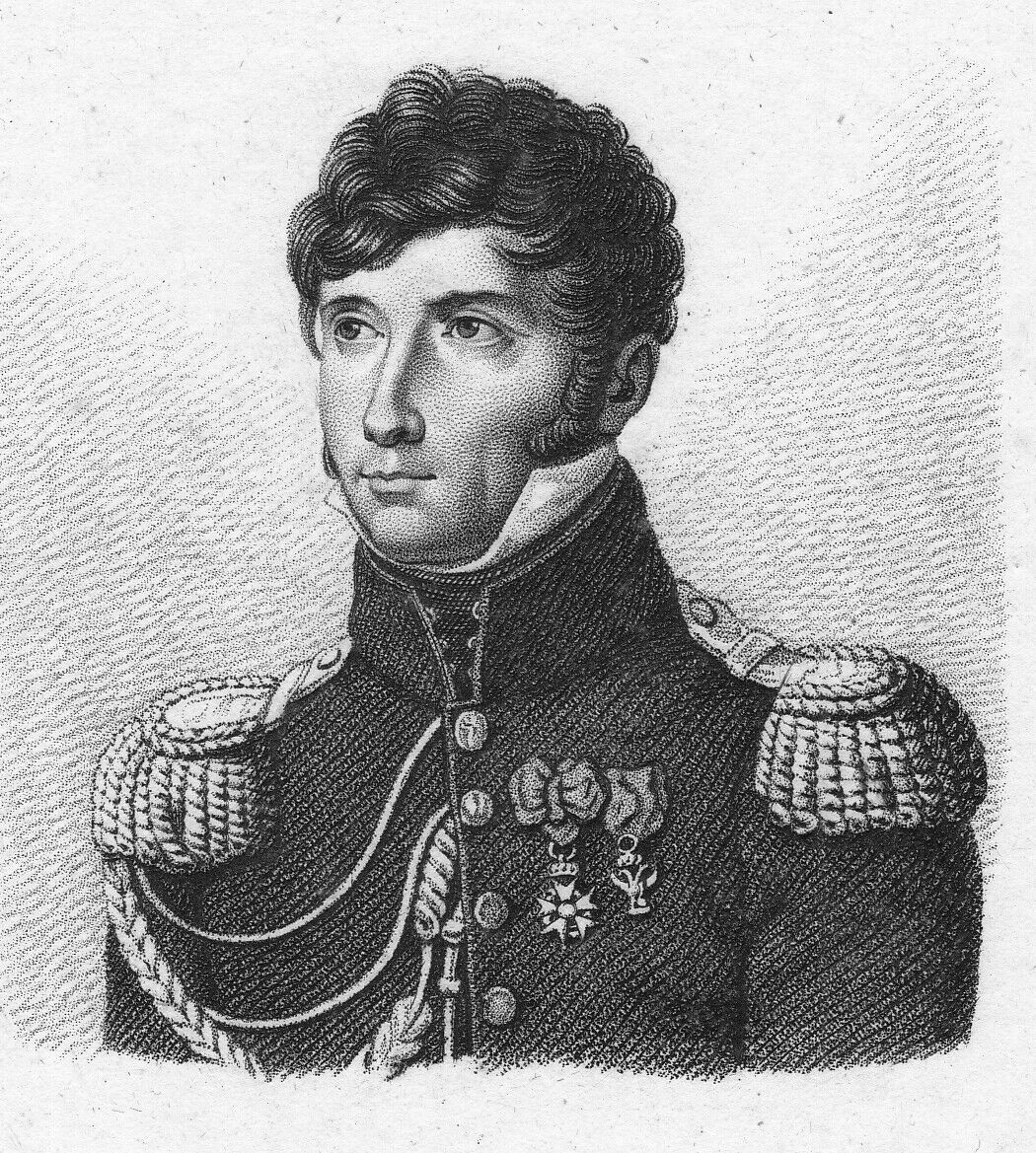
Louis-Michel Letort de Lorville
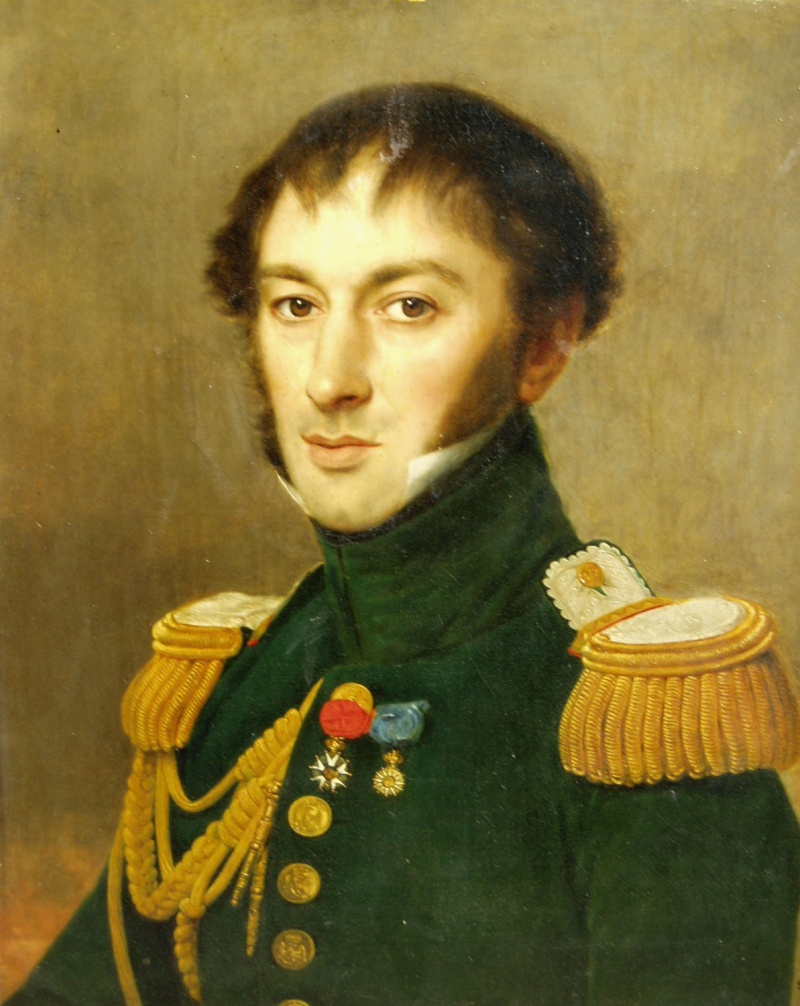
Laurent Hoffmayer
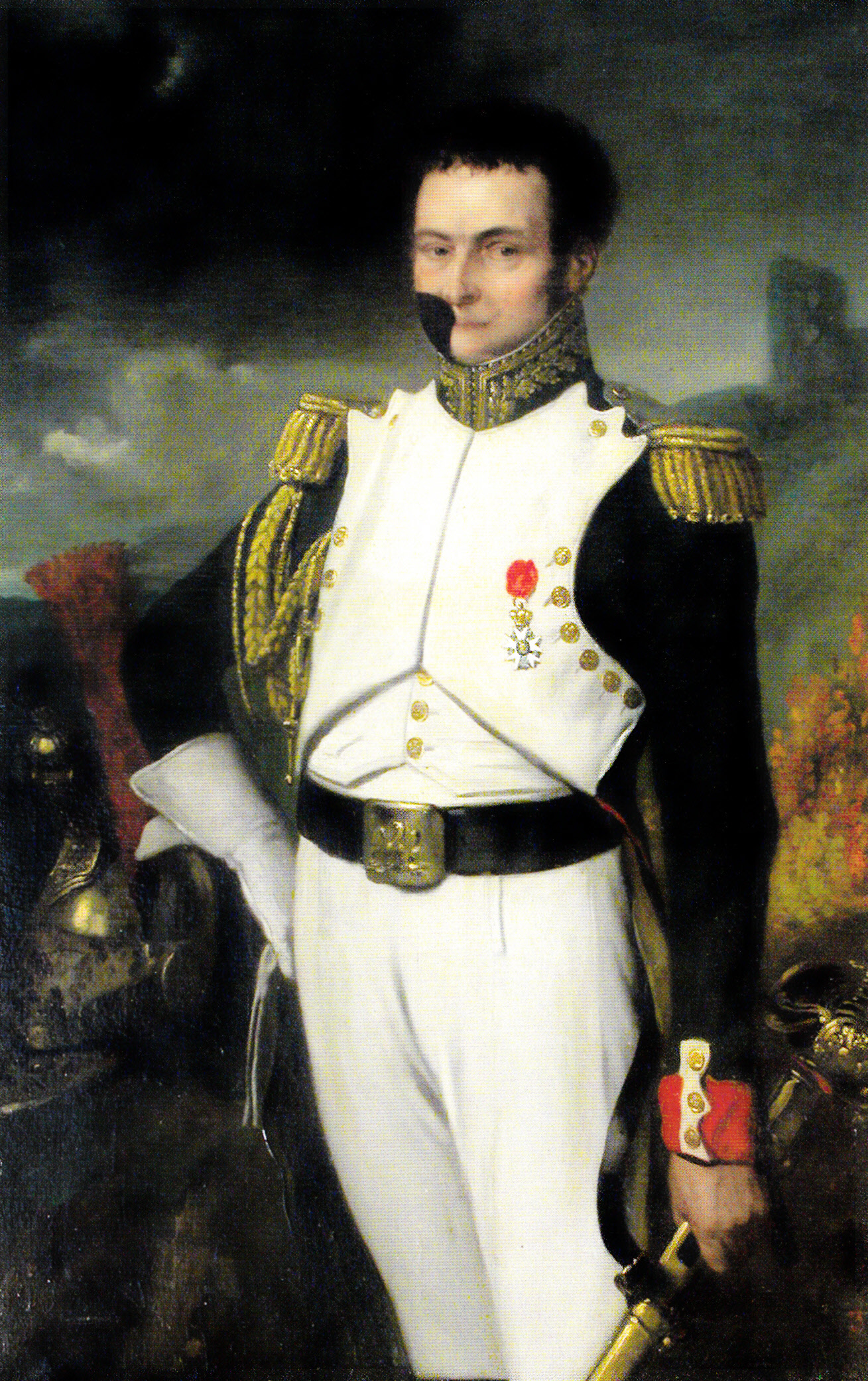
Pierre Alexis de Pinteville
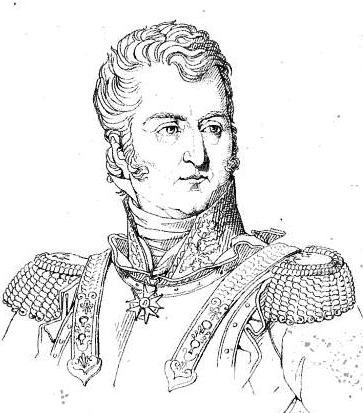
Louis-Claude Chouard

## Uniformen
Der Schnitt der Uniformen und die Bewaffnung entsprachen denen der Grenadiers à cheval de la Garde impériale, ausgenommen war die Farbe des Uniformrocks – der bei den Dragonern grün und bei den Grenadieren blau war – und der Kopfbedeckung. Die Uniform wurde unter der Führung von Colonel Arrighi entworfen und dem Kaiser präsentiert, der sie anstandslos genehmigte.

### Mannschaften

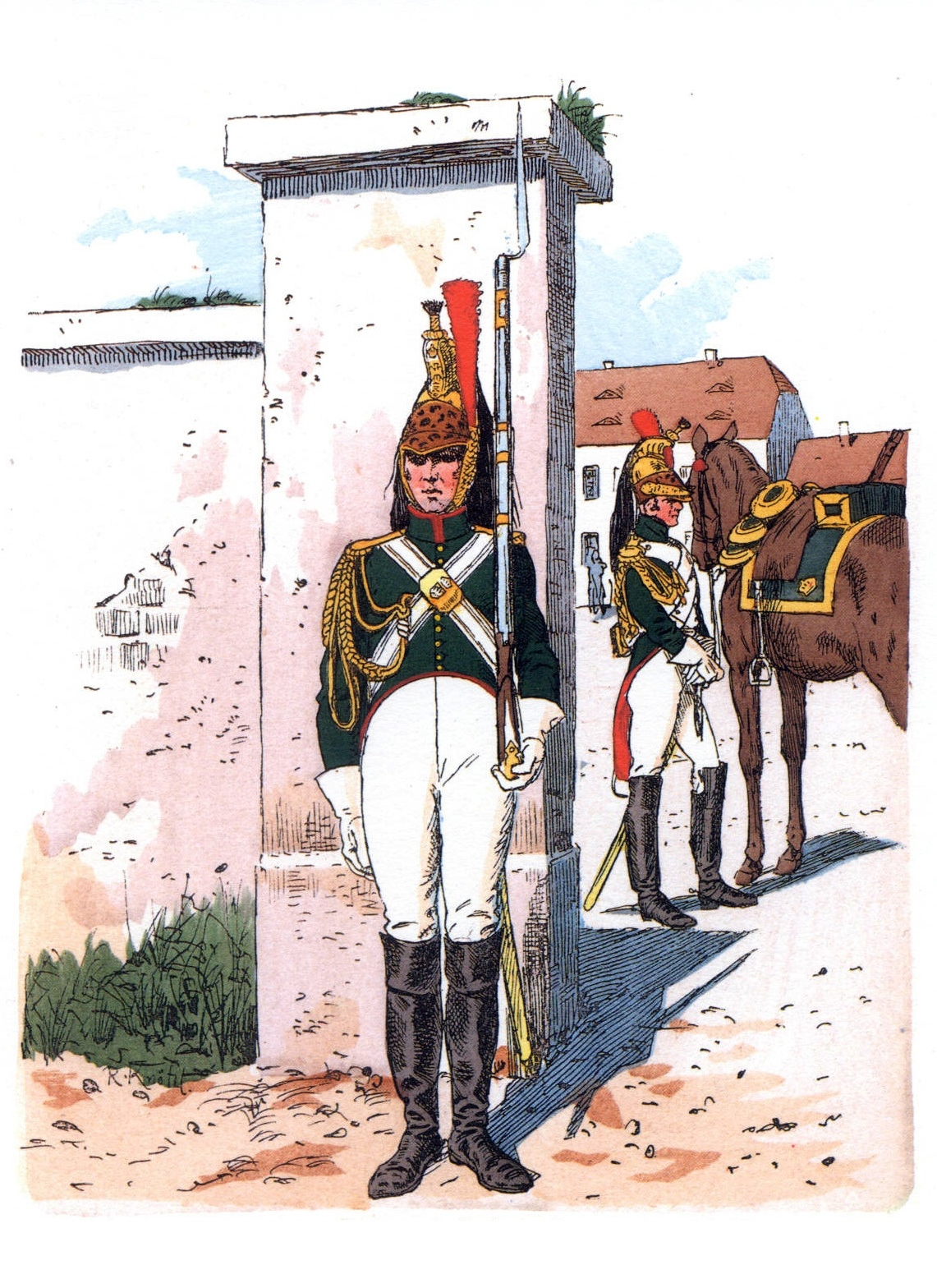
Dragoner in zweiter Garnitur (surtout) und in großer Uniform (grande tenue – im Hintergrund)

Der Helm hatte eine Form die à la Minerve genannt und von einem Abbild abgeleitet wurde, das die römische Göttin Minerva mit einem Helm dieser Art zeigt. Die Helmglocke war aus Messing und nach hinten geneigt. Um den Fuß war ein Besatz aus Kuhfell gelegt, der ein Leopardenfell imitierte. Der Augenschirm war aus Leder und ebenfalls mit der Leopardenfellimitation bedeckt. Der Rand des Schirms war mit einer Messingschiene eingefasst. Der Kamm des Helms hatte an der Vorderseite als geprägte Verzierung einen kaiserlichen Adler und an den Seiten je eine Siegespalme. An der Spitze befand sich eine Quaste aus schwarzem Rosshaar, in der ein Stutz aus Reiherfedern befestigt war. Am Kamm war auch der schwarze Rosshaarschweif befestigt. Der Helm hatte schaflederne Kinnriemen, die mit Messingschuppen bedeckt und unter einer Rosette am Helmrand befestigt waren. Links am Helm befand sich ein roter Federbusch, der in eine Hülse eingesteckt und 35 Zentimeter hoch war.
Die kleine Uniform (tenue de ville) bestand aus dem Waffenrock der großen Uniform ohne die weißen Rabatten, mit roter Schoßtaschenpaspelierung und roten Schoßumschlägen mit aufgestickter, goldener Granate. Die Knöpfe waren aus Messing mit einem gekrönten, kaiserlichen Adler als Verzierung. Dazu – je nach Sommer- oder Winterhalbjahr – weiße oder grüne Hosen. Die für gewöhnlich benutzten Halbstiefel konnten durch solche à la Souvarov ersetzt werden, die Kosten dafür musste der Soldat jedoch selbst tragen. Der Helm wurde gegen einen Hut mit Kokarde getauscht, der von der Hutmacherei Boutrais geliefert wurde.
Die Lagermütze (bonnet de police genannt – eine Art Schiffchen) bestand aus grünem Tuch (drap de Berry genannt) und hatte eine aufgenähte, hellrote Granate auf der Vorderseite. Einige spätere Modelle hatten eine weiße Borte mit weißer, aufgestickter Granate.
Die große Uniform (grande tenue) bestand aus dem Helm, dem Waffenrock (Colette), darunter eine weiße Weste. An der rechten Schulter wurde eine hellrote Aiguillette (Schulterschnüre als Abzeichen der Garde – nicht zu verwechseln mit der Fourragère) getragen. Die Hose bestand aus weißem Wild- oder Schafleder. Dazu gehörten schwarze, rindslederne Kürassierstiefel.
Der große Anzug wurde nur zu besonderen Anlässen getragen, ansonsten waren die Rabatten geschlossen und von einer Reihe Knöpfe gehalten. Im Felde trugen die Dragoner die zweite Ausführung der großen Uniform, deren Unterschied bis 1811 lediglich in den Hosen aus weißem Wollstoff bestand. Danach wurden sie durch graue Hosen ersetzt. Für den Stalldienst wurde das tenue d’écurie getragen: eine grüne Weste mit grauen Überhosen, die an der Seite mit 36 Knöpfen geschlossen wurden. Für die kalte Jahreszeit gab es einen Rundmantel (manteau à rotonde) aus weißem Stoff mit grünem Kragen. Dieser wurde 1813 durch einen grauen Kapuzenmantel, Capote genannt, ersetzt und war, im Gegensatz zum Vorgängermodell, mit Ärmeln ausgestattet und mit hellroter Paspelierung versehen.

### Trompeter und Kesselpauker

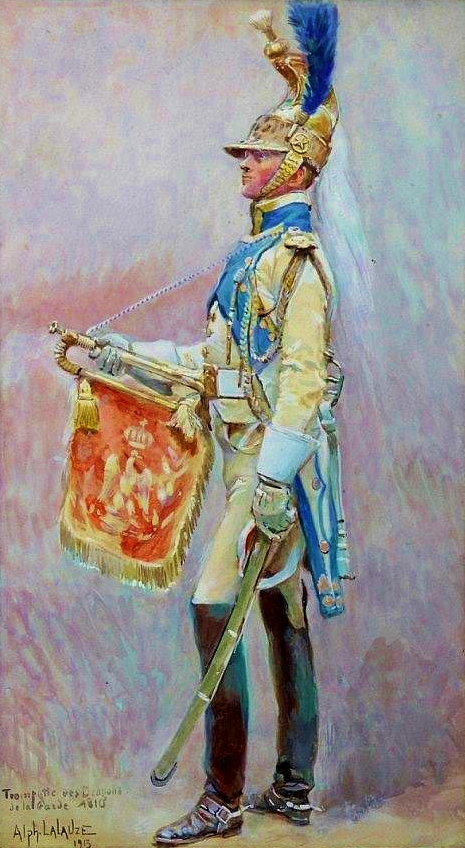
Trompeter in großer Uniform, 1810. (Die Aiguillette ist falsch dargestellt, sie sitzt auf der rechten Schulter.) Gemälde von Alphonse Lalauze, 1913.

In den Jahren 1806 und 1807 unterschied sich die Uniform der Trompeter in der himmelblauen Farbe des Waffenrocks von der der Reiter. Kragen, Schoßumschläge, Knopflöcher und Taschenklappen waren mit einer goldenen Litze gesäumt, die Aiguillette war goldfarben und hellblau geflochten. Der Trompette-major (Stabstrompeter) unterschied sich von den gemeinen Trompetern durch eine doppelte Rangbordüre und eine stärker mit Gold durchwirkte Aiguillette.
Der Helm hatte einen weißen statt eines schwarzen Rosshaarpuschels an der Spitze des Kamms, ebenso war der Rosshaarschweif weiß. Der Federbusch an der linken Seite war blau.
Die zweite Garnitur, surtout genannt, war komplett aus blauem Tuch, Kragen und Aufschläge waren mit Goldborten gesäumt, die Taschenpatten mit orangeroten Passepoils verziert. Nach 1810 wurden Kragen und Aufschläge carmoisinrot.
Aus Anlass der Hochzeit von Napoléon mit Marie-Louise von Österreich wurde die Uniform komplett überarbeitet. Der blaue Rock mit den weißen Revers wurde weiß mit hellblauen Revers und Schoßumschlägen – angeblich sollte er die neue Kaiserin an die österreichischen Uniformen ihrer Heimat erinnern. Ebenfalls hellblau wurden die Passepoils, die mit Gold durchwirkt waren. Auf der rechten Schulter saß eine Konterepaulette in Himmelblau, daran befestigt eine hellblau mit Gold durchwirkte Aiguillette. Die große Uniform wurde nur selten getragen, da sie sehr schmutzempfindlich war. Die zweite Garnitur war himmelblau mit carmoisinroten Abzeichen. Mit nur einer Reihe von Knöpfen versehen, wurde hierzu eine verkleinerte Aiguillette getragen.
Die Uniform der Kesselpauker war besonders extravagant. Inspiriert durch die ägyptischen Mameluken, trugen sie einen blauen Cahouk mit einem weißen Turban. Bekrönt war das Ganze von einem Federbusch in den Farben der Trikolore und einem zusätzlichen weißen Federbusch. Dazu kam die Béniche, eine blaue Weste mit langen Ärmeln, eine gelb-rote Leibbinde und eine Saroual genannte blaue Pluderhose. Die Kesselpauken waren mit blauem Tuch mit gesäumten Rändern umhüllt. Die Kesselpauker ersetzten die bei den Liniendragonern eingesetzten Tambours.

### Offiziere und Unteroffiziere

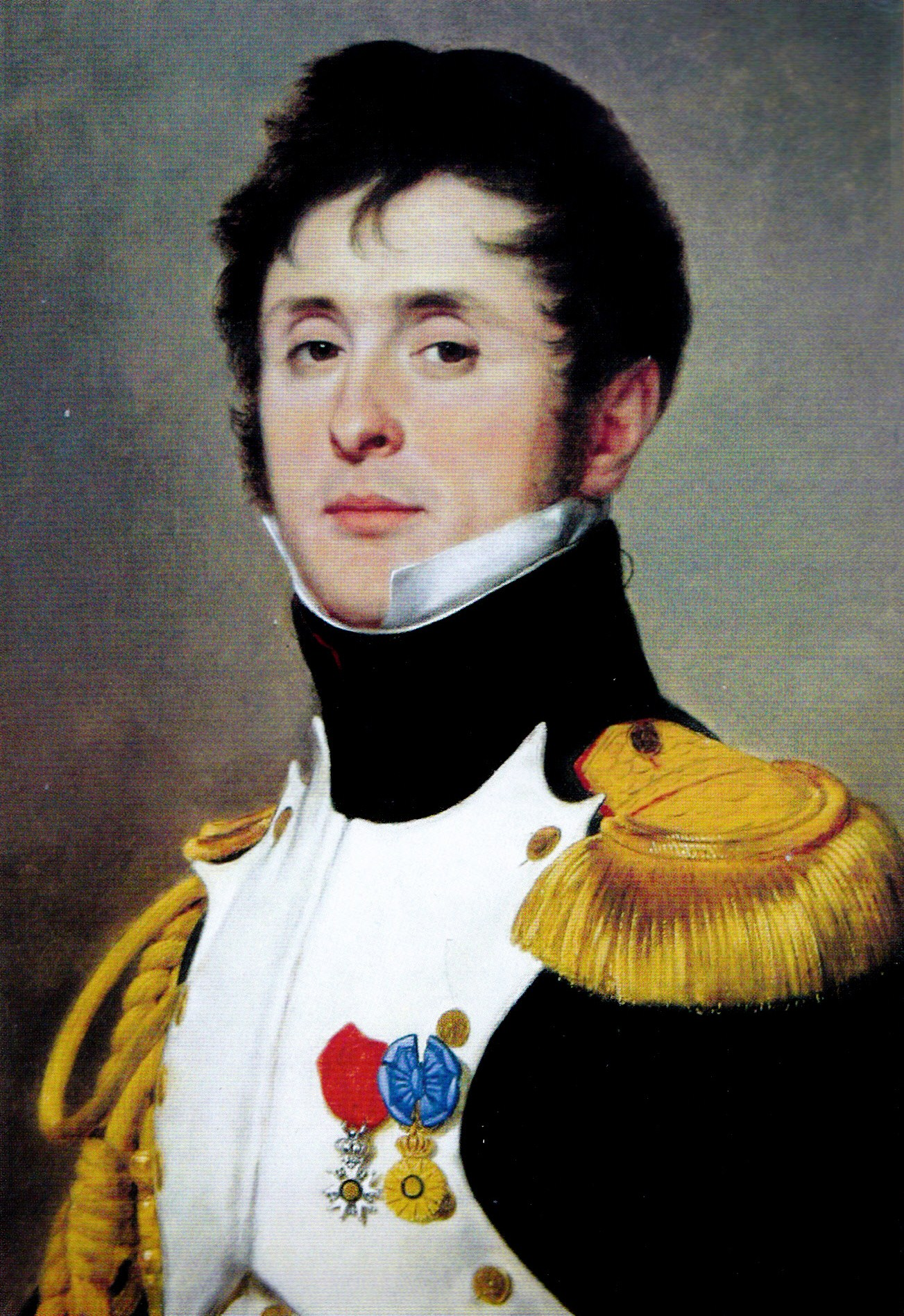
Der Oberleutnant der Dragons de la Garde impériale Landry de Saint-Aubin. Er trägt hier den Orden der Légion d’honneur und, was sehr selten zu sehen ist, den Ordre de la Réunion. Ölgemälde von Louis-Marie Siccardi, 1811.

Der Helm der Offiziere entsprach weitgehend dem der Mannschaft, war jedoch umfangreicher verziert. Der Besatz um die Helmglocke bestand aus echtem Leopardenfell. Die Schuppen der Kinnriemen waren mit Samt unterfüttert, die Rosetten waren vergoldet. An der linken Seite steckte in einer Hülse ein Busch aus Geierfedern, der je nach dem Rang des Trägers rot, rot-weiß oder weiß gefärbt war. Der Kamm war besser gearbeitet als auf dem Helm der Reiter, es waren einige zusätzliche Feinheiten wie Lorbeerblätter und Blumenmotive eingearbeitet.
Die Offiziere trugen die gleiche Uniform wie die Mannschaft, mit einigen kleineren Unterschieden, hauptsächlich betraf dies die Rangabzeichen und Verzierungen. Die Knöpfe, die Aiguillette und die Granaten der Schoßumschläge waren vergoldet. Weiterhin war der Uniformstoff von schwererer Qualität. Anstelle des Capotemantels der Reiter trugen sie einen grünen Mantel mit orangeroten Aufschlägen und Goldborten. Die Offiziere verfügten auch über einen grünen Gehrock, versehen mit Epauletten und einer Aiguillette. Die Verzierungen der Lagermütze aus grünem Stoff waren gänzlich in Gold gehalten.
Die Uniformen der Unteroffiziere waren mit vergoldeten Borten und Rangstreifen auf den Ärmeln ausgestattet. Während einiger Zeit waren zwei Modelle der Konterepauletten und der Aiguillette im Gebrauch. Prinzipiell waren beide aber aus orangeroter Wolle mit Goldfäden durchmischt, im Verhältnis zu dem eingenommenen Dienstgrad (und der Funktion). Ab 1811 gab es nur ein einziges vorschriftsmäßiges Modell.
Die kleine Uniform bestand aus einem grünen Gehrock mit Konterepaulette, Aiguillette und Rangabzeichen.

## Persönliche Ausrüstung und Zaumzeug

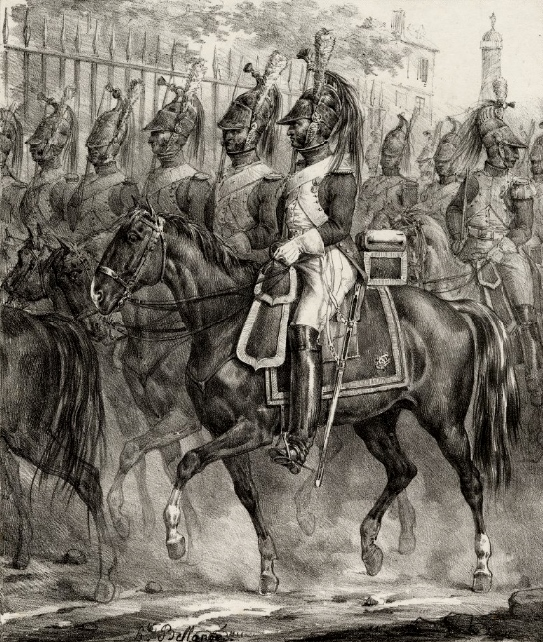
Dragons de la Garde impériale in Parade. Die doppelte Abdeckung der Pistolenholfter verweist auf ein Datum vor 1808. Lithographie von Godefroy Engelmann nach Hippolyte Bellangé.

Die lederne Kartusche der Dragoner wurde mit einer kupfernen Platte in Rautenform bedeckt, diese war mit einer erhaben geprägten Krone geschmückt. Die Tasche war mit kupfernen Haken an einem Bandelier aus weißem Büffelleder befestigt. Dazu kam ein weißer Leibriemen mit einem kupfernen Koppelschloss mit aufgelegter Krone. An diesem Gürtel wurden das Bajonett und das Säbelgehenk befestigt.
Der Sattel lag auf einer Schabracke aus grünem Tuch und war am Rand mit einer doppelten Borte von orangeroter Farbe umrandet. Dazu kam später in den Ecken eine gleichartige Krone. Links und rechts am Sattel hing je eine Pistolentasche, die bis 1808 durch einen doppelten, danach durch einen dreifachen Behang verdeckt wurden. Der Behang hatte jeweils eine Bordüre aus orangeroter Wolle. Hinten am Sattel war ein Mantelsack befestigt, dessen Kopfstücke ebenfalls eine orangerote Wollbordüre aufwiesen. Ob diese Art von Verzierungen auch für den kleinen Dienst vorgesehen war, ist nicht mehr nachvollziehbar.
Für das Geschirr der großen Uniform der Trompeter wurde eine himmelblaue Schabracke mit goldenen Borten verwendet. Die Pistolentaschen und der Mantelsack entfielen. Zum Geschirr der kleinen Uniform waren die Bordüren aus orangeroter Wolle.
Der Kesselpauker verfügte über einen Sattel arabischen Stils mit einer dazu passenden Schabracke, die genauso herausgeputzt war wie der Rest der Uniform.

## Bewaffnung
Bei der Aufstellung des Korps wurde es mit dem Säbel der Liniendragoner vom Modell „An XII“ ausgerüstet, bis die Militäradministration entschied, die Truppe mit dem ansehnlicheren Säbel der Grenadiers à cheval de la Garde auszustatten. Es war dies das Modell von 1802 mit einer leicht gekrümmten Klinge, die à la Montmorency genannt wurde. Der aus Messing gegossene Korb war mit einer Granate verziert. Die Scheide bestand aus zwei hölzernen Hälften, die mit Leder überzogen waren. Die Beschläge waren aus Messing. Im Juni 1808 wurde ein neues Säbelmodell eingeführt, das sich von seinem Vorgänger aber nur durch einige Veränderungen an der Scheide unterschied. Nach der Rückkehr des Königs 1814 behielten die Gardedragoner und auch die Gardegrenadiere in der nunmehrigen königlichen Garde ihre napoléonischen Säbel.
Die Gardedragoner waren mit dem Gewehr Fusil modèle 1777, modifié an IX, wie es auch in der Linienkavallerie verwendet wurde, ausgerüstet. Dazu kam ein Standard-Bajonett, gefertigt in der Manufacture d’armes de Versailles, die sich durch ihre präzise Fertigung auszeichnete. Später kam zur Ausrüstung eine schwarzlederne Kappe zum Schutz des Gewehrschlosses hinzu. Jeder Reiter führte dazu zwei Pistolets vom Typ Modèle an IX oder vom Typ Modèle an XIII. Erstere wurde von der Waffenfabrik Manufacture d’armes de Charleville hergestellt und war 33 Zentimeter lang, während das zweite Modell von der Manufacture d’armes de Saint-Étienne produziert wurde und 35 Zentimeter lang war.

## Pferde
Im Dekret zur Aufstellung des Regiments wurden für die Truppe schwarze Pferde bestimmt. Jedoch hatte der Maréchal Bessières feststellen müssen, dass diese ausschließlich für die Grenadiers à cheval de la Garde impériale reserviert waren. Man griff daher auf Rotfüchse und sonstige rotbraune Pferde zurück, die allerdings ausschließlich ungarischer Herkunft sein mussten. Das Stockmaß musste zwischen 1,52 und 1,55 Meter liegen. Das Alter der Remonten war auf mindestens vier und höchstens sechs Jahre festgelegt.
Entnommen werden sollten die Pferde den staatlichen Zuchtanstalten der Regionen oder aus privaten Einrichtungen. Allerdings war diese Methode in den ersten Monaten der Existenz der Einheit mit Schwierigkeiten verbunden. Im Juli 1806 riet Bessières dem Regimentskommandanten Colonel Arrighi, den Kauf der Pferde zu beschleunigen:

„… auf dass keinesfalls der Preis für die Pferde der Jäger und der Grenadiere zu Pferde überschritten wird.“

Dieser stellte am 1. November 1806 fest, dass er nicht hoffen könne, die Pferde vor Dezember zu erhalten:

„… wegen der anstehenden Wintersaat wollen die Bauern ihre Pferde, zu welchem Preis auch immer, nicht vor dem 15. des nächsten Monats abgeben.“

In diesem Zeitraum wurde ein Détachement der Gardedragoner nach dem anderen nach Deutschland in Marsch gesetzt. Um die notwendigen Remonten zu bekommen, griff Napoléon während des Feldzuges in Preußen und Polen auf Beutepferde der preußischen Armee zurück. Die ersten 200 Mann wurden mit den Pferden der Königlich Preußischen Landgendarmerie ausgestattet, von denen 400 im Kavalleriedepot in Potsdam zusammengezogen worden waren.